# Saint-Pierre-de-Bat
Saint-Pierre-de-Bat é uma comuna francesa na região administrativa da Nova Aquitânia, no departamento da Gironda. Estende-se por uma área de 8,96 km². Em 2010 a comuna tinha 304 habitantes (densidade: 33,9 hab./km²).